# Kaupichthys japonicus
Kaupichthys japonicus är en fiskart som beskrevs av Kiyomatsu Matsubara och Asano, 1960. Kaupichthys japonicus ingår i släktet Kaupichthys och familjen Chlopsidae. Inga underarter finns listade i Catalogue of Life.